# Sissa Trecasali
Sissa Trecasali är en kommun i provinsen Parma i regionen Emilia-Romagna i Italien. Kommunen hade 7 846 invånare (2018).
Kommunen bildades den 1 januari 2014 genom en sammanslagning av de tidigare kommunerna Sissa och Trecasali.